# Stegastes emeryi
Stegastes emeryi, thường được gọi là cá thia Emery, là một loài cá biển thuộc chi Stegastes trong họ Cá thia. Loài này được mô tả lần đầu tiên vào năm 1974.
Loài này được đặt theo tên của nhà sinh vật học Alan R. Emery (sinh năm 1939), người chuyên nghiên cứu về hệ xương của những loài cá thia vào thời điểm đó.

## Phân bố và môi trường sống
S. emeryi phân bố giới hạn ở Nam Thái Bình Dương, và chỉ được tìm thấy tại quần đảo Pitcairn và Tuamotu. S. emeryi sống xung quanh những rạn san hô và bãi đá ngầm ở độ sâu khoảng 1 – 18 m.

## Mô tả
S. emeryi trưởng thành dài khoảng 10 cm. Hầu hết cơ thể của S. emeryi có màu nâu, chuyển thành nâu lợt hoặc trắng ở vùng bụng, ửng vàng nhẹ trên đầu và gáy. Các vây có viền nâu sẫm tạo thành các đường sọc. Thân sau có đốm nâu sẫm hoặc đen, gần cuống đuôi. Vây mềm của vây hậu môn và vây lưng, và toàn bộ phần đuôi có màu vàng tươi; vây ngực màu vàng trong suốt.
Số ngạnh ở vây lưng: 13; Số vây tia mềm ở vây lưng: 15 - 17; Số ngạnh ở vây hậu môn: 2; Số vây tia mềm ở vây hậu môn: 13 - 14.
Thức ăn của S. emeryi là rong tảo và các động vật không xương sống (giun, hải quỳ, giáp xác). S. emeryi sinh sản theo cặp; trứng bám dính vào mặt đá hoặc san hô và được bảo vệ, chăm sóc bởi cá đực.